# Montureux-lès-Baulay
Montureux-lès-Baulay település Franciaországban, Haute-Saône megyében. Lakosainak száma 159 fő (2022. január 1.). Montureux-lès-Baulay Tartécourt, Baulay, Buffignécourt, Cendrecourt, Fouchécourt, Gevigney-et-Mercey, Jussey és Venisey községekkel határos.

## Népesség
A település népességének változása:
| Lakosok száma | 154  | 151  | 158  | 156  | 155  | 152  | 150  | 155  | 159  |
|               | 2013 | 2015 | 2016 | 2017 | 2018 | 2019 | 2020 | 2021 | 2022 |